# Vought XF8U-3 Crusader III
Die Vought XF8U-3 Crusader III war der von Chance Vought Aircraft entwickelte Nachfolger der erfolgreichen Vought F-8 Crusader und stand im Wettbewerb mit der McDonnell F-4 Phantom II. Obwohl der Typ auf der F8U-1 und der F8U-2 beruhte und die Benennung des Vorgängers nutzte, haben beide Flugzeuge nur wenige Teile gemein.

## Produktionsgeschichte
Im Juli 1955 gab die US Navy Spezifikationen für einen neuen Abfangjäger heraus. Daraufhin begann John Russel Clark als Chefingenieur bei Vought mit der Konstruktion der Crusader III. Am 25. Juli 1955 wurden zwei Prototypen mit den Bureau Number (BuNo) 146340 und 146341 geordert; drei weitere Bestellungen mit den BuNos 147085–147087 folgten, gebaut wurde nur die 147085. Eine Vorserie von 13 Maschinen wurde vorbereitet (147088 bis 147100), aber letztlich nicht beauftragt. Der endgültige Baustopp erfolgte im Dezember 1958.

## Einsatzgeschichte
Der Jungfernflug der Crusader III erfolgte am 2. Juni 1958 durch den Piloten John Konrad mit der 146340 auf der Edwards Air Force Base. Der zweite Prototyp (146341) folgte am 27. September 1958. Das Datum des Erstfluges der dritten Maschine (147085) ist nicht bekannt. Die drei Maschinen absolvierten insgesamt 190 Flüge. Hierzu zählten Testflüge, das Vergleichsfliegen gegen die F4-Phantom II, Hochgeschwindigkeitstest und fliegendes Testobjekt für Flugsysteme und die Erprobung von Autopiloten.

## Vergleichsfliegen gegen die McDonnell Douglas F-4 Phantom II
In den Flügen gegen die F-4 Phantom II konnte die Crusader III in allen Leistungsvergleichen überzeugen und besser abschneiden als ihr Konkurrent. Die Crusader III war ein reiner einstrahliger Abfangjäger mit einem Piloten, während die Phantom II mit zwei Triebwerken, zwei Piloten und einem breiteren Einsatzspektrum (z. B. als Abfangjäger, Jagdbomber, Aufklärer) auftrumpfen konnte. Ohne umfangreiche Umkonstruktion konnte die Crusader III das nicht abdecken, sodass die Wahl auf die Phantom II fiel.

## Technische Daten
| Kenngröße             | Daten                                                                 |
| --------------------- | --------------------------------------------------------------------- |
| Besatzung             | 1                                                                     |
| Länge                 | 17,88 m                                                               |
| Spannweite            | 12,16 m                                                               |
| Höhe                  | 4,98 m                                                                |
| Flügelfläche          | 41,8 m²                                                               |
| Flügelstreckung       | 3,5                                                                   |
| Leermasse             | 9.915 kg                                                              |
| Startmasse            | 14.660 kg                                                             |
| Höchstgeschwindigkeit | Mach 2,39 in 50.000 ft (15.240 m)                                     |
| Steigrate             | 165 m/s                                                               |
| Dienstgipfelhöhe      | 65.000 ft (19.812 m)                                                  |
| Reichweite            | 1040 km in Kampfkonfiguration 3290 km mit externen Treibstofftanks    |
| Triebwerke            | ein Pratt & Whitney J75-P-5A                                          |
| Bewaffnung            | 4 × 20 mm Colt Mk 12 (geplant) 3 × AIM-7 Sparrow 4 × AIM-9 Sidewinder |

## Verbleib
Nach dem verlorenen Vergleichsfliegen gegen die F-4 Phantom II wurden alle drei Maschinen an die NASA übergeben. 146340 und 146341 erhielten die NASA-Nummern NASA 226 und NASA 227. Mit ihnen wurden Hochgeschwindigkeitstests auf der Langley Air Force Base durchgeführt und 1960 beide Maschinen zur Verschrottung gegeben. NASA 225 (147085) diente auf dem Ames Research Center und der Edwards Air Force Base als Versuchsträger für Flugsysteme und für die Entwicklung von Autopiloten. Über den Verbleib der Maschine ist nichts bekannt.